# Pindi (peuple)
Pour les articles homonymes, voir Pindi.
Ne doit pas être confondu avec Pendé ou Apindjis.
 Les Pindi (ou Bapindi) sont un peuple d'Afrique centrale établi en République démocratique du Congo. 
Certains pindi émanent du groupe Ngoli , dispersé , qui fait partie du grand groupe Anamongo.
Leur nombre est estimé à 4 000 environ. Leurs voisins sont les Pende et les Suku.

## Langue
Leur langue est le Kipindi, une langue bantoue parlée dans les régions de Kimbilangundu, Kipata et Kibobo

## Histoire
Venus d'Angola, les Pindi se sont installés les premiers dans la région de la rivière Kwango.
L'autre groupe des pindi , avaient traversé la rivière Kasaï jusqu'au territoire de Kutu ,où ils vivaient avec les sakatas , avant que ceux-ci ne les repoussent à cause d'un problème de redevance .
C'est ainsi , qu'ils retourneront vers le Kwilu , pour s'installer dans le territoire de Bilingue , dans le secteur de Kwenge , à Kamenga , etc.

## Culture
Les Pindi ont réalisé des statues, des masques, des objets de prestige et des panneaux décoratifs.

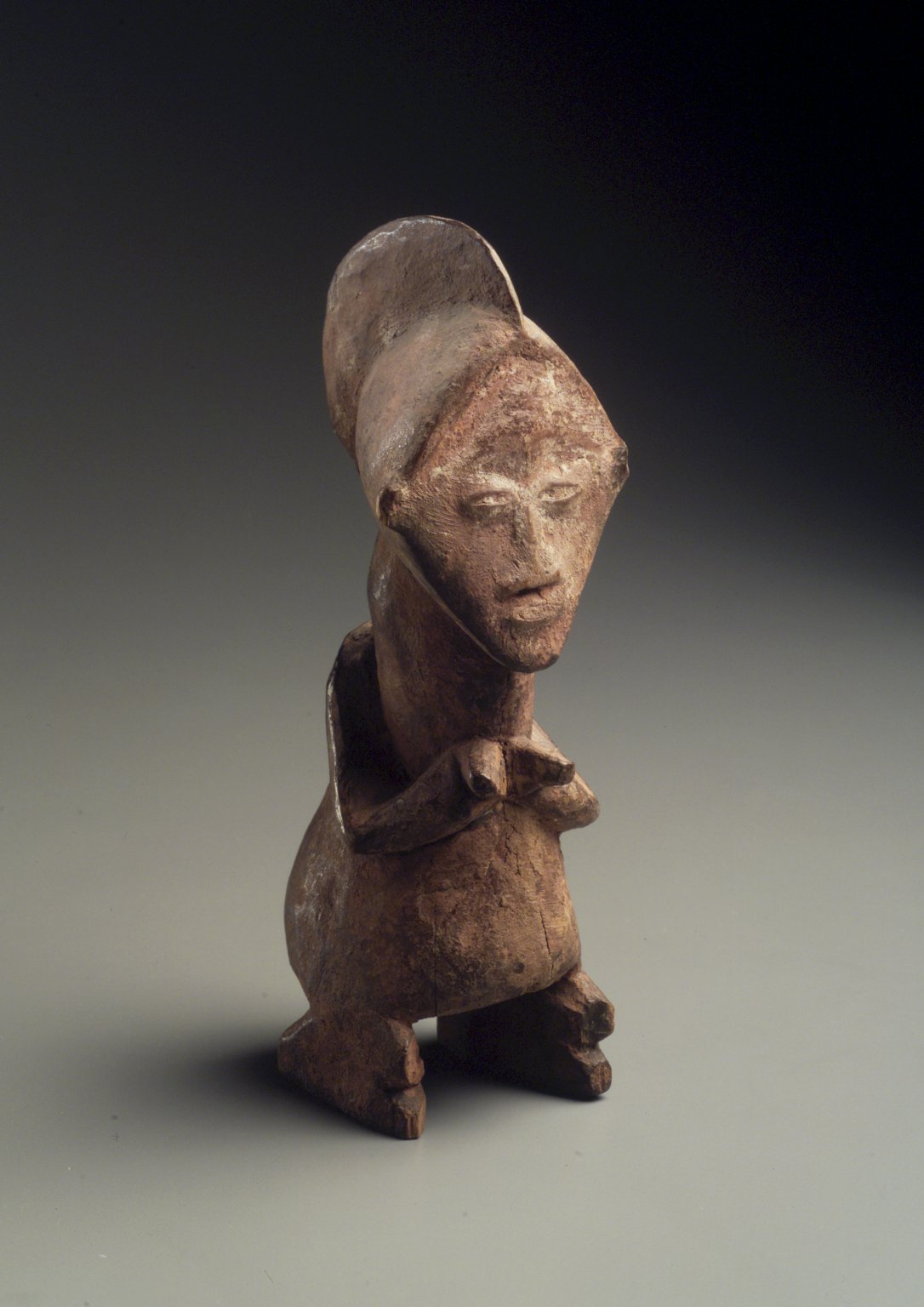
Statuette féminine
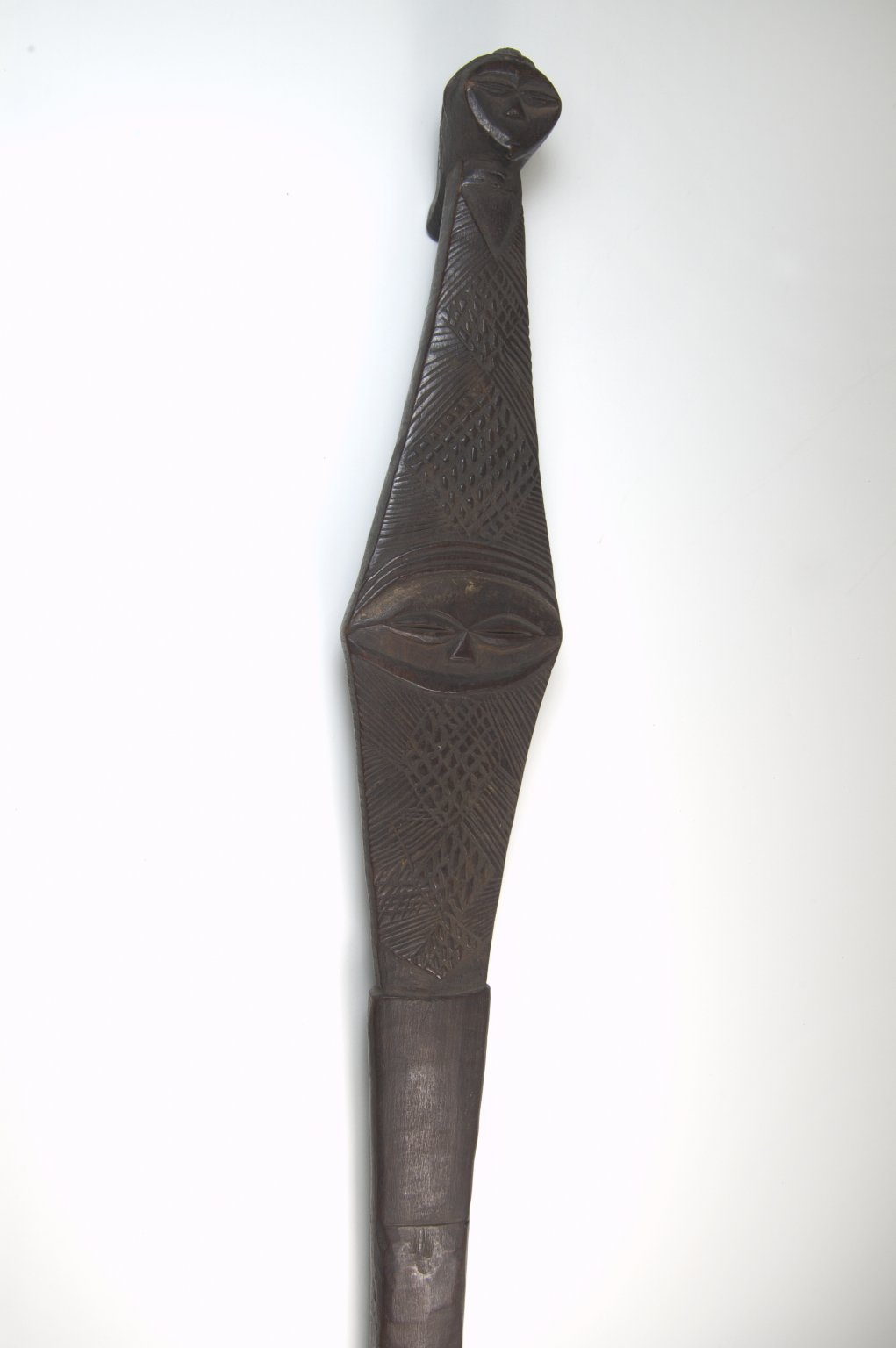
Détail de sceptre gravé

### Discographie
- (en) Leo A. Verwilghen, Folk Music of the Western Congo (dont Bapindi Sansas et Bapindi Hunting Calls), Smithsonian Folkway Records, 1952